# 灌鋼
灌鋼又名灌鋼法，是北宋沈括在其著作夢溪筆談提到的一種生鐵煉鋼方法。具體是指將生鐵和熟鐵加熱，然後將生鐵灌入熟鐵中並將兩者按照一定比例混合。由於鋼的含碳比例高於熟鐵而低於生鐵，加熱的生鐵和熟鐵按照一定比例混合冷卻後便生成了鋼製品。